# The Wicker Man (pel·lícula de 1973)
The Wicker Man és una pel·lícula de terror popular britànica de 1973 dirigida per Robin Hardy i protagonitzada per Edward Woodward, Britt Ekland, Diane Cilento, Ingrid Pitt i Christopher Lee. El guió és d'Anthony Shaffer, inspirat en la novel·la de David Pinner de 1967 Ritual, i Paul Giovanni va compondre la banda sonora de la pel·lícula.
La trama se centra en la visita d'un oficial de policia, el sergent Neil Howie, a l'illa aïllada escocesa de Summerisle a la recerca d'una noia desapareguda. Howie, un cristià devot, s'horroritza al descobrir que els habitants de l'illa han abandonat el cristianisme i ara practiquen una forma de paganisme celta.
The Wicker Man està ben considerada per la crítica. La revista de cinema Cinefantastique la va descriure com "El Ciutadà Kane de les pel·lícules de terror", i el 2004, la revista Total Film va nomenar The Wicker Man la sisena pel·lícula britànica més gran de tots els temps. També va guanyar el Premi Saturn de 1978 a la millor pel·lícula de terror. L'escena final va ser la número 45 als 100 Scariest Movie Moments de Bravo, i durant la cerimònia d'obertura dels Jocs Olímpics d'estiu de 2012, es va incloure com a part d'una seqüència que celebrava el cinema britànic. La pel·lícula va portar l'home de vímet a la cultura popular moderna.
El 1989, Shaffer va escriure un tractament de guió per a The Loathsome Lambton Worm, una seqüela directa amb elements de fantasia. Hardy no tenia cap interès en el projecte i no es va produir. El 2006, es va estrenar un remake estatunidenc protagonitzat per Nicolas Cage, del qual Hardy i altres implicats amb l'original s'han dissociat. El 2011, es va estrenar una seqüela espiritual escrita i dirigida per Hardy, The Wicker Tree; va presentar a Lee en un cameo. El 2013, es va restaurar i llançar digitalment la versió cinematogràfica original dels Estats Units de "The Wicker Man".

## Argument
El 29 d'abril, el sergent Neil Howie viatja amb un hidroavió a la remota i verdosa illa hèbrida de Summerisle per investigar la desaparició d'una jove, Rowan Morrison, sobre la qual ha rebut una carta anònima. Howie, un devot cristià, es veu pertorbat al trobar que els illencs homenatgen els déus celtes pagans dels seus avantpassats, i les esglésies  han caigut en desús. Copulen obertament als camps, inclouen nens com a part de les celebracions del May Day, ensenyen als nens de l'associació fàl·lica del maibaum i posen gripaus a la boca per curar el mal de coll. Sembla que els illencs estan intentant frustrar la seva investigació afirmant que Rowan mai va existir.
Mentre Howie s'allotja a la posada de l'Home verd, la filla del propietari intenta seduir-lo, però ell es resisteix, explicant que està promès i se salva per al matrimoni. Nota una sèrie de fotografies que celebren la collita anual, cadascuna amb una noia jove com la Reina de maig. Falta la fotografia de la celebració més recent; el propietari li diu que estava trencat. A l'escola local, Howie pregunta als estudiants sobre Rowan, però tots neguen la seva existència. Consulta el registre de l'escola i troba el nom de Rowan. Pregunta al mestre d'escola, que el dirigeix a la tomba de Rowan.
L'endemà, 30 d'abril, Howie es troba amb el líder de l'illa, Lord Summerisle, net d'un agrònom de l'era victoriana, per obtenir permís per a una exhumació. Summerisle explica que el seu avi va desenvolupar varietats d'arbres fruiters que prosperarien al clima d'Escòcia i va encoratjar la creença que tornar als antics déus portaria prosperitat a l'illa entre la població anteriorment cristiana. A causa de les abundants collites, els altres habitants de l'illa van adoptar gradualment el paganisme, i els ministres cristians van fugir a terra ferma.
Exhumant la tomba, Howie troba que el taüt només conté la carcassa d'una llebre. També troba la fotografia de la collita que falta, que mostra a Rowan dempeus enmig de caixes buides; la collita havia fracassat. La seva investigació revela que s'ofereix un sacrifici humà als déus en cas de fallada de la collita. Conclou que Rowan és viva i que aviat serà sacrificada per garantir una collita exitosa.
L'endemà al matí, el primer de maig, Howie demana ajuda al continent i torna al seu hidroavió, només per descobrir que ja no funciona i la seva ràdio està danyada; no pot marxar ni demanar ajuda. Més tard aquell dia, durant la celebració del Primer de Maig, Howie sotmet l'hostaler i li roba el vestit i la màscara (la de Punch, el ximple) per infiltrar-se a la desfilada. Rowan es revela finalment. Howie l'allibera i fuig amb ella a una cova. En sortir-ne, són interceptats pels illencs, als quals Rowan torna feliç.
Summerisle li diu a Howie que Rowan mai va ser el sacrifici previst; és Howie. S'ajusta als quatre requisits dels seus déus: va venir per la seva pròpia voluntat, té "el poder d'un rei" en representar la llei, és verge i és un "ximple" en caure en el seu engany. Howie adverteix a Summerisle i als illencs que les collites estan fallant a causa de la inadequació del clima, i que els vilatans s'enfrontaran a Summerisle i el sacrificaran l'estiu vinent quan la collita torni a fallar, però les seves peticions són ignorades.
Els vilatans obliguen a Howie a ficar-se dins d'una estàtua gegant de home de vímet juntament amb diversos animals, l'incendien i l'envolten, cantant la cançó popular de l'anglès mitjà "Sumer Is Icumen In". Dins de l'home de vímet, Howie recita el Salm 23 i prega a Déu. Howie i els animals es cremen fins a morir mentre el cap de l'home de vímet s'enfonsa en flames, revelant la posta de sol.

## Repartiment
- Edward Woodward com el sergent. Neil Howie
- Christopher Lee com a Lord Summerisle
- Britt Ekland com a Willow MacGregor
  - Annie Ross com a Willow MacGregor (veu)
  - Rachel Verney com a Willow MacGregor (veu cantant)
- Lesley Mackie com a Daisy
- Diane Cilento com a Miss Rose
- Ingrid Pitt com a bibliotecari
- Lindsay Kemp com Alder MacGregor (el propietari)
- Ian Campbell com a Oak
- Russell Waters com a Cap del Port
- Aubrey Morris com a vell jardiner/sepulturer
- Irene Sunter com a May Morrison
- Jennifer Martin com Myrtle Morrison
- Donald Eccles com a T.H. Lennox
- Walter Carr com a mestre d'escola
- Roy Boyd com a Broome
- Peter Brewis com a músic
- Geraldine Cowper com a Rowan Morrison
- John Young com a peixater
- Myra Forsyth com la senyora Grimmond
- Alison Hughes com a promès del Sgt Howie
- Barbara Rafferty com a dona amb nadó
- John Sharp com el Doctor Ewan (versió més llarga)
- John Hallam com a agent de policia Hugh McTaggart (versió més llarga)
- Tony Roper com a Postman (versió més llarga)

## Producció

### Antecedents
A principis de la dècada de 1970, Christopher Lee era un habitual de Hammer Horror, més conegut pels seus papers en una sèrie de pel·lícules d'èxit, començant per La maledicció de Frankenstein (com a el monstre, 1957). Lee volia alliberar-se d'aquesta imatge i assumir papers d'actuació més interessants. La idea de la pel·lícula The Wicker Man va començar l'any 1971 quan Lee es va reunir amb el guionista Anthony Shaffer, i van acordar treballar junts. El director de cinema Robin Hardy i el cap de British Lion Peter Snell es van involucrar en el projecte. Shaffer va tenir una sèrie de converses amb Hardy, i els dos van decidir que fer una pel·lícula de terror centrada en la "antiga religió" seria divertit, en fort contrast amb les pel·lícules de Hammer que tots dos havien vist com a fans del cinema de terror.
Shaffer va llegir la novel·la de David Pinner Ritual, en la qual un policia cristià devot és cridat a investigar el que sembla ser l'assassinat ritual d'una noia jove en un poble rural, i va decidir que serviria bé com a material d'origen per al projecte. Pinner havia escrit originalment Ritual com un tractament cinematogràfic per al director Michael Winner, que tenia en ment a John Hurt  com a possible protagonista. Winner finalment va rebutjar el projecte, de manera que l'agent de Pinner el va persuadir per escriure Ritual com a novel·la. Shaffer i Lee pagaren a Pinner £15,000 (equivalent a £268,000 el 2023) pels drets de la novel·la, i Shaffer es va posar a treballar en el guió. Aviat va decidir que una adaptació directa no funcionaria bé, així que va redactar una nova història basada només de manera vaga en la història de la novel·la.
Shaffer volia que la pel·lícula fos "una mica més literària" que les pel·lícules de terror mitjanes. Concretament volia una pel·lícula amb un mínim de violència i gore. Estava cansat de veure pel·lícules de terror que es basaven gairebé completament en vísceres per fer por. El focus de la pel·lícula es va cristal·litzar quan "per fi va arribar al concepte abstracte del sacrifici". La imatge de l'home de vímet, que va donar el títol als cineastes, va ser extreta de la descripció de la pràctica del sacrifici humà per part dels gals als Comentaris a la guerra de les Gàl·les de Juli Cèsar: "Altres tenen figures de grans dimensions, les extremitats de les quals formades de vímet omplen d'homes vius, que al ser incendiats, els homes moren embolcallats en les flames." Per a Shaffer, aquesta va ser "la imatge més alarmant i imponent que havia vist mai". La idea d'un enfrontament entre un cristià modern i una comunitat pagana remota va continuar intrigant a Shaffer, que va dur a terme una investigació minuciosa sobre el paganisme. Va fer pluja d'idees amb Hardy i van concebre la pel·lícula com una presentació objectiva i acurada dels elements pagans, acompanyats d'una música autèntica i un entorn creïble i contemporani. Un dels seus principals recursos va ser La Branca Daurada, un estudi de mitologia i religió escrit per l'antropòleg escocès James Frazer.

### Càsting
L'actor de televisió Edward Woodward va interpretar el paper del sergent Neil Howie després que el paper fos rebutjat tant per Michael York com per David Hemmings. A Gran Bretanya, Woodward era brn conegut pel paper de Callan, que va interpretar de 1967 a 1972. Després de The Wicker Man, Woodward va rebre atenció internacional pels seus papers a la pel·lícula de 1980 Breaker Morant i la sèrie de televisió dels anys 1980 L'equalitzador.
Després que Shaffer la va veure a l'escenari, va atreure a Diane Cilento de la semi-jubilació per interpretar la mestra d'escola de la ciutat. Ingrid Pitt, una altra veterana del cinema de terror britànic, va ser seleccionada com a bibliotecària i registradora de la ciutat. L'actriu sueca Britt Ekland va ser la filla lasciva de l'hostaler, tot i que es van utilitzar dos dobles corporals per a les seves escenes de nus per sota de la cintura. Ekland va descobrir que estava embarassada de tres mesos del seu fill Nic, de Lou Adler, dues setmanes després del rodatge. Stuart Hopps (el coreògraf de la pel·lícula) va vtifst Lorraine Peters, una ballarina d'una discoteca de Glasgow, que va girar a la porta i contra la paret d'un dormitori a les escenes de "paret" totalment nua. Les veus parlants i cantants d'Ekland van ser doblades per Annie Ross i Rachel Verney, respectivament.
La noia local Jane Jackson va ser emprada com a substituta d'Ekland per a la configuració de la càmera. Jackson era de cabell ros i s'assemblava a Ekland, però d'altra banda no estava involucrada en cap rodatge.

### Rodatge

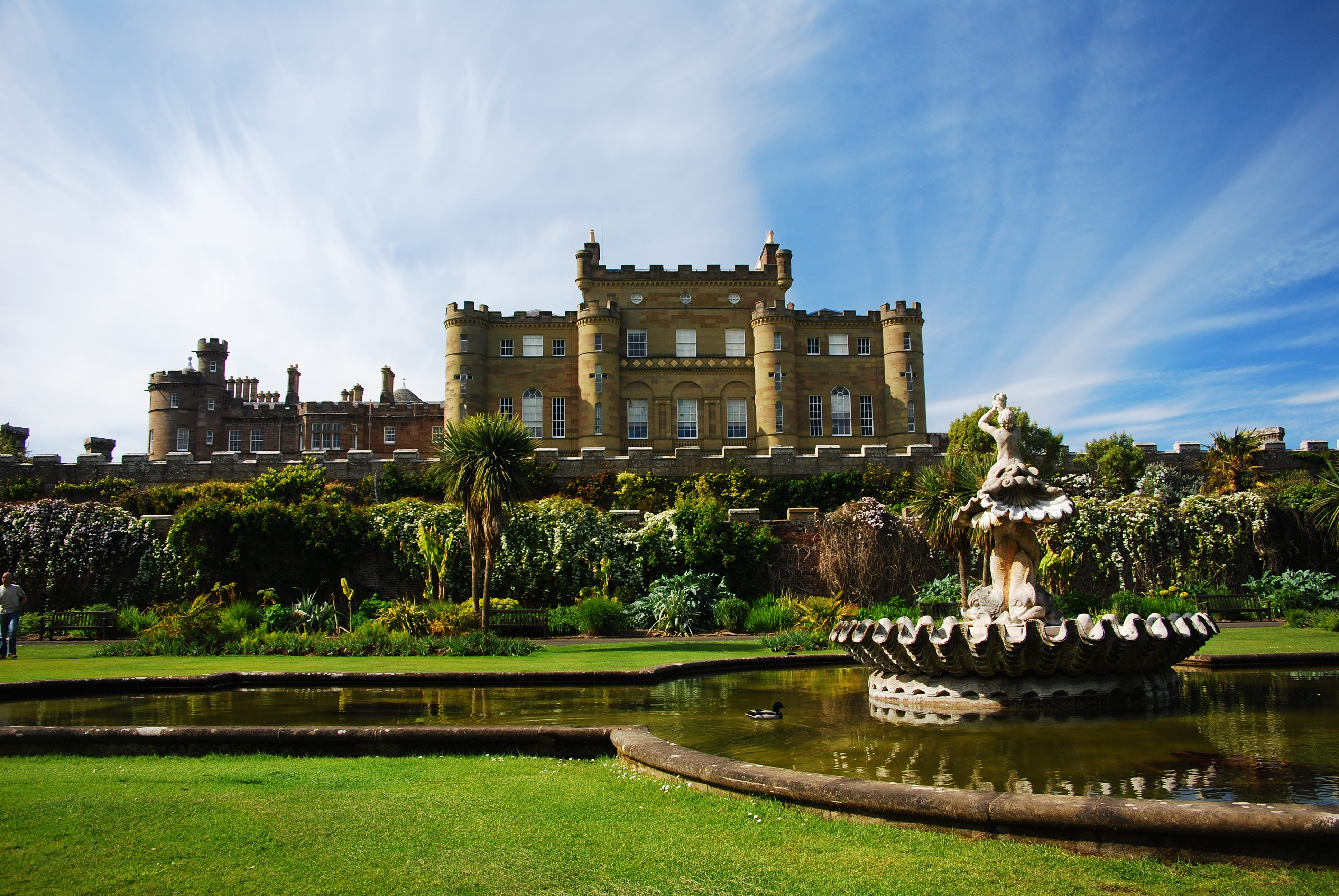
Castell de Culzean a la costa d'Ayrshire

La pel·lícula es va produir en un moment de crisi per a la indústria cinematogràfica britànica. L'estudi encarregat de la producció, British Lion Films, tenia problemes financers i va ser comprat pel ric home de negocis John Bentley. Per convèncer els sindicats que ell no pretenia desfer-se dels actius de l'empresa, Bentley necessitava posar una pel·lícula en producció ràpidament. Això va significar que encara que The Wicker Man es va ambientar a la primavera, el rodatge va començar en realitat l'octubre de 1972; fulles i flors artificials s'havien d'enganxar als arbres en moltes escenes. La producció es va mantenir amb un petit pressupost. Christopher Lee estava molt interessat en fer la pel·lícula; ell i altres van treballar a la producció sense sou. Durant el rodatge, British Lion va ser comprada per EMI Films.
La pel·lícula es va rodar gairebé íntegrament a les petites ciutats escoceses de Stranraer, Gatehouse of Fleet, Newton Stewart, Kirkcudbright, Anwoth i Creetown a Galloway, així com a Plockton a Ross-shire. Algunes escenes es van filmar a l'illa de Whithorn i als voltants, on els propietaris del castell, Elizabeth McAdam McLaughland i David Wheatley, a més d'altres persones locals, van aparèixer en diverses escenes. El castell de Culzean a Ayrshire i els seus terrenys i el castell de Floors a Roxburghshire també es van utilitzar per al rodatge. Alguns dels primers plans de vol mostren l'illa de Skye, inclosos els pinacles de The Storr i el Quiraing. Les escenes interiors de les coves es van filmar a l'interior de Wookey Hole a Somerset. Hush Heath Estate a Staplehurst, Kent, fa una breu aparició a la pel·lícula, fent servir l'hort i els jardins de Lord Summerisle. El clímax de la pel·lícula es va rodar a St Ninian's Cave i als cims dels penya-segats de Burrow Head a Wigtownshire.
L'avió amfibi que porta el sergent Howie era un Thurston Teal, propietat de Christopher Murphy, qui el va pilotar en les seqüències aèries.
Segons Britt Ekland, alguns animals van morir a l'home de vímet, mentre que Robin Hardy va dir en una entrevista que es va tenir molta cura per assegurar-se que els animals no correguessin perill de fer-se mal durant aquesta escena i que no estaven dins de l'home de vímet quan es va incendiar.

### Música

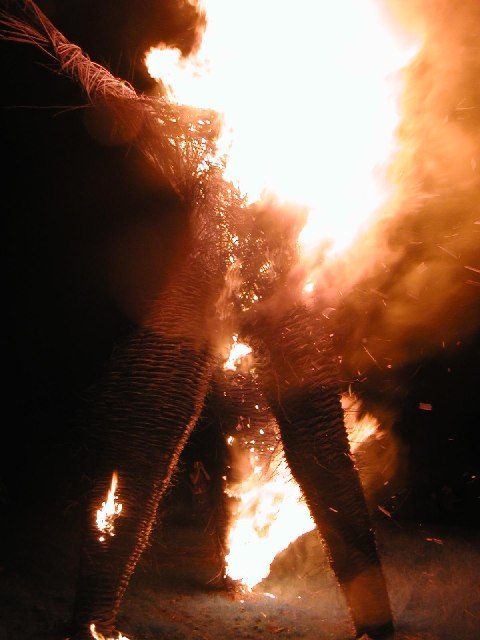
Wickerman Festival, Dundrennan, Escòcia, crema de l'efígie

La banda sonora va ser organitzada, gravada i composta en part per Paul Giovanni. Segons Seamus Flannery en un documental posterior, el director Robin Hardy va sorprendre el repartiment anunciant de sobte a mitjan rodatge que estaven fent un "musical"; interpretada per Magnet (en algunes versions de la pel·lícula acreditada com "Lodestone"), la banda sonora conté 13 cançons populars interpretades pels personatges de la pel·lícula. S'hi inclouen cançons tradicionals, composicions originals de Giovanni i fins i tot una cançó infantil, "Baa, Baa, Black Sheep".
"Willow's Song" ha estat versionada o mostrat per diverses bandes de música rock. Va ser versionada per primer cop per un projecte musical anglès conegut com Nature and Organisation en el seu llançament de 1994 Beauty Reaps the Blood of Solitude. Va ser versionada per Sneaker Pimps com "How Do", i s'inclou al seu llançament de 1996 Becoming X. "How Do" es pot escoltar a la pel·lícula Hostel (2005); acreditat als títols finals com a composta per Sneaker Pimps. A més, la banda ha versionat "Gently Johnny" com "Johnny"; apareix com a cara B al seu senzill "Roll On" (1996). També va ser versionada per Faith and the Muse al seu àlbum de 2003 The Burning Season, i The Mock Turtles al seu àlbum Turtle Soup.
Les cançons de la banda sonora van ser compostes o arranjades per Giovanni sota la direcció de Hardy i Shaffer, la investigació dels quals sobre la tradició popular oral a Anglaterra i Escòcia es va basar en gran manera en el treball de Cecil Sharp, un "pare fundador" del moviment de renaixement folk de principis del segle XX. Utilitzant les col·leccions de Sharp com a plantilla, Shaffer va assenyalar a Giovanni quines escenes havien de tenir música i, en alguns casos, va proporcionar lletres, que serien apropiades per a les festes paganes de primavera. Altres cançons de la banda sonora provenen d'una tradició popular posterior; per exemple, "Corn Riggs", del bard nacional d'Escòcia, Robert Burns, acompanya l'arribada de Howie a Summerisle. La lletra d'aquesta cançó va ser extreta directament de la cançó de Burns "The Rigs of Barley", però Giovanni va utilitzar una melodia molt diferent. La melodia de Burns es va basar en "Corn Riggs", i es va modificar perquè coincidís amb la seva lletra. La cançó cantada pels cultistes de Summerisle al final de la pel·lícula,"Sumer Is Icumen In", és una cançó de mitjans del segle XIII sobre la natura a la primavera.
La pel·lícula també va donar nom al Wickerman Festival, un festival musical anual que se celebra prop de Auchencairn a Galloway. Anomenat "el festival de música alternativa d'Escòcia", va començar l'any 2001 quan el director artístic del festival, Sid Ambrose, va plantejar la idea d'un festival familiar basat en la contracultura local a causa que la zona circumdant estava inextricablement vinculada amb diversos llocs utilitzats a "The Wicker Man". Es va celebrar anualment fins al 2015 a East Kirkcarswell Farm, Dundrennan.

## Llançament i distribució
En el moment de la finalització de la pel·lícula, l'estudi havia estat comprat per EMI, i British Lion era gestionat per Michael Deeley. La pista de comentaris del DVD afirma que els executius de l'estudi van suggerir un final més "optimista" per a la pel·lícula, en què una pluja sobtada apaga les flames de l'home de vímet i salva la vida d'Howie, però aquest suggeriment va ser rebutjat. Posteriorment, Hardy va haver d'eliminar uns 20 minuts d'escenes al continent, les primeres investigacions i (per a la decepció de Lee) algunes de la reunió inicial de Lord Summerisle amb Howie.

### Versió original
La primera projecció de la pel·lícula va ser al comerç i als distribuïdors de cinema el 3 de desembre de 1973.El primer llançament públic va ser una setmana de projeccions al Metropole Cinema London el 6 de desembre de 1973 abans de l'estrena pública oficial el gener de 1974. Dura 87 minuts.
Una còpia d'una versió acabada de 99 minuts va ser enviat al productor cinematogràfic Roger Corman a Hollywood per fer un judici de com comercialitzar la pel·lícula als Estats Units. Corman va recomanar que es tallessin 13 minuts addicionals de la pel·lícula. Corman no va adquirir els drets d'estrena als Estats Units i, finalment, Warner Bros. va comercialitzar la pel·lícula en autocines. Es va projectar a l'àrea gran d'Atlanta el maig de 1974.
A Gran Bretanya, la pel·lícula es va reduir a uns 87 minuts, amb una mica de reestructuració narrativa, i es va estrenar com a pel·lícula "B" en una doble factura amb Amenaça a l'ombra. Segons Lee, els talls van afectar negativament la continuïtat.

### Primera restauració
A mitjans de la dècada de 1970, Hardy va fer preguntes sobre la pel·lícula, amb l'esperança de restaurar-la a la seva visió original. Juntament amb Lee i Shaffer, Hardy va buscar el seu tall original o metratge en brut. Tots dos semblaven haver-se perdut. El director Alex Cox va dir a la seva introducció al Moviedrome l'any 1988 que el negatiu havia "acabat a les pilones que suporten l'autopista M4." Hardy va recordar que una còpia de la pel·lícula feta abans dels talls de Deeley va ser enviada a Roger Corman, qui, va resultar, encara la tenia, possiblement l'única impressió existent del tall original de Hardy. Els drets nord-americans havien estat venuts per Warner Bros. a una petita empresa anomenada Abraxas, gestionada per l'aficionat al cinema Stirling Smith i el crític John Alan Simon. Stirling va acceptar un llançament nord-americà d'una reconstrucció per Hardy. Hardy va restaurar l'estructura narrativa, alguns dels elements eròtics que havien estat extirpats i un pretítol molt breu de Howie al continent (apareixent a una església amb la seva promesa). El gener de 1979 es va publicar una versió restaurada de 96 minuts, de nou amb l'aclamació de la crítica.

### Versions VHS dels EUA
La versió original de 99 minuts estava disponible als Estats Units en vídeo domèstic VHS de Media Home Entertainment (i més tard de Magnum) durant els anys 80 i 90. Aquest vídeo inclou escenes inicials addicionals ambientades a la comissaria de policia de Howie, que Hardy havia deixat fora de la restauració de 1979. El 2001, es va publicar una remasterització del tall de 88 minuts en VHS, etiquetada com la "Versió cinematogràfica".

### Versió del director
El 2001, els nous propietaris dels drets mundials de la pel·lícula, Canal+, van intentar estrenar el llargmetratge. La còpia de Corman s'havia perdut, però existia una transferència de telecine a una cinta de vídeo d'1 polzada. Els elements que faltaven es van combinar amb elements de la pel·lícula de les versions anteriors (en particular, es van restaurar escenes addicionals de Howie al continent, que mostraven que era objecte de xafarderies a la seva comissaria, establint la seva religiositat devota). El tall de DVD estès va ser llançat per Canal+ (Anchor Bay Entertainment que s'encarrega de la distribució de DVD dels EUA) en aquest híbrid de 99 minuts, considerat la versió més llarga i propera a la versió original de Hardy, de 100 minuts. Es va vendre un conjunt d'edició limitada de dos discs amb l'estrena escurçada, la nova versió ampliada i un documental, The Wicker Man Enigma. El 2005, l'autor de Inside the Wicker Man Allan Brown va revelar que havia descobert fotografies preses al plató que mostraven seqüències del guió que mai s'havien vist; mai havia estat segur que les escenes haguessin estat filmades. Inclouen escenes en què Howie tanca un pub continental obert fora de l'horari, es troba amb una prostituta, rep un massatge de Willow McGregor i veu un enfrontament brutal entre Oak i un vilatà a L'Home Verd, que van aparèixer en una edició revisada de Inside the Wicker Man. Anchor Bay va llançar una caixa de fusta d'edició limitada de The Wicker Man. Es van fer uns 50.000 conjunts de dos discos, dels quals 20 van ser signats per Lee i Woodward, Shaffer, Snell i Hardy. El març de 2002, Lee va parlar del tall original perdut: "Encara crec que existeix en algun lloc, a llaunes sense nom. Encara ho crec. Però ningú no l'ha vist mai des d'aleshores, així que no la vam poder tornar a tallar, reeditar-la, que era el que volia fer. Hauria estat deu vegades millor".

### The Final Cut
Els distribuïdors europeus de la pel·lícula StudioCanal van iniciar una campanya de Facebook el 2013 per trobar material que faltava, que va culminar amb el descobriment d'una impressió de 92 minuts de 35 mm a l'Harvard Film Archive. Aquesta impressió s'havia conegut anteriorment com la "Versió Mitjana" i es va reunir a partir d'una impressió de 3 mm de l'edició original que Robin Hardy havia fet al Regne Unit el 1973, però que mai es va publicar. Robin Hardy creia que probablement mai es trobarà l'edició original, i va dir: "Lamentablement, sembla que s'ha perdut per sempre. No obstant això, estic encantat que s'hagi trobat una impressió d'Abraxas de 1979, ja que també vaig muntar aquest tall que m'havia pensat de manera crucial per restaurar la història original." name="cinemaretro1"/>
Hardy va informar el juliol de 2013 que Studiocanal pretenia restaurar i estrenar la versió més completa possible de la pel·lícula. Rialto Pictures va anunciar que llançaria la nova restauració digital als cinemes d'Amèrica del Nord el 27 de setembre de 2013. Aquesta nova versió també es va publicar en DVD el 13 d'octubre de 2013. Té una durada de 91 minuts, més curt que el tall del director, però més llarg que el tall teatral, i es coneix com The Wicker Man: The Final Cut.
El Blu-ray de The Final Cut (UK) (2013) inclou els curts documentals "Burnt Offering: The Cult of the Wicker Man", "Worshipping the Wicker Man", "The Music of the Wicker Man",entrevistes amb el director Robin Hardy i l'actor Christopher Lee, una comparació de la restauració i el tràiler cinematogràfic. El segon disc inclou tant el tall cinematogràfic de 87 minuts del Regne Unit com el tall del director de 95 minuts del 2013, juntament amb un comentari d'àudio sobre el tall del director i un making-of per al comentari. El tercer disc és la banda sonora de la pel·lícula.

### 50è aniversari: restauracions 4K, projeccions del Final Cut i 'Musics from Summerisle'
L'any 2023, per al 50è aniversari de l'estrena de la pel·lícula, StudioCanal va anunciar la restauració amb resolució 4K del metratge existent i la remasterització dels tres talls existents per a un llançament "4K Ultra HD Collector's Edition" el 25 de setembre de 2023.
El 21 de juny, la restauració 4K del Tall Final es va projectar als cinemes de tot el Regne Unit juntament amb un Q&A filmat a Londres, organitzat per Edith Bowman amb convidats com Britt Ekland i els fills de Robin Hardy, Julian i Dominic, promocionant el seu documental Wickermania!.
El 24 de juny, el Barbican Centre va celebrar "Musics from Summerisle", una actuació en directe de celebració de l'aniversari.

## Recepció

### Recepció crítica
David McGillivray de The Monthly Film Bulletin va elogiar la pel·lícula com "una peça d'hokum immensament agradable, molt ben investigada, interpretada i dirigida". Variety va escriure que el guió d'Anthony Shaffer "per pura imaginació i gairebé terror, poques vegades ha estat igualat". Kevin Thomas de Los Angeles Times la va anomenar "una obra enginyosa del macabre" amb "les esplèndides actuacions típiques de les pel·lícules britàniques". Janet Maslin de The New York Times va ser més negativa, titllant-la de "bonicament fotografiada" amb "bones actuacions", però "alguna cosa d'udol", tot i que "sembla que s'ha fet amb tota seriositat."
The Wicker Man va tenir inicialment un èxit moderat i va guanyar el Licorn d'Or a la millor pel·lícula al Festival Internacional de Cinema Fantàstic i de Ciència-Ficció de París de 1974, però en gran part va caure en la foscor. El 1977, la revista cinematogràfica estatunidenca Cinefantastique va dedicar un número commemoratiu a la pel·lícula, afirmant que la pel·lícula és "la pel·lícula Ciutadà Kane de les pel·lícules de terror", una frase sovint citada atribuïda a aquest tema.
Dècades després de la seva estrena, la pel·lícula encara rep ressenyes positives de la crítica i és considerada una de les millors pel·lícules de 1973. Al web de l'agregador de ressenyes Rotten Tomatoes, The Wicker Man té una puntuació del 90% "fresca" basada en 61 ressenyes, amb una mitjana ponderada de 8/10 i el consens del lloc: "Aquesta pel·lícula de terror intel·ligent és subtil en les seves emocions i calfreds, amb un final impactant i realment memorable". El 2008, The Wicker Man va ser classificada per Empire al número 485 de Les 500 millors pel·lícules de tots els temps. Christopher Lee considebs The Wicker Man la seva millor pel·lícula. De la mateixa manera, Edward Woodward va dir que The Wicker Man era una de les seves pel·lícules preferides i que el personatge d'Howie era el millor paper que havia interpretat mai. A més de l'admiració de Lee pel pla final de la pel·lícula (de l'home de vímet que s'esfondra), Woodward va dir que és el millor pla final de qualsevol pel·lícula mai feta. El 2010 el diari The Guardian la va classificar com el número 4 a la seva llista "Les 25 millors pel·lícules de terror de tots els temps".
A la seva sèrie documental de la BBC de 2010 A History of Horror, l'escriptor i actor Mark Gatiss es va referir a la pel·lícula com un excel·lent exemple d'un subgènere de curta durada que va anomenar "folk horror", agrupant-la amb The Witchfinder General (pel·lícula) i The Blood on Satan's Claw de 1971. El 2003, el campus de Crichton de la Universitat de Glasgow a Dumfries va acollir una conferència de tres dies sobre The Wicker Man, que va donar lloc a la publicació de dues col·leccions d'articles sobre la pel·lícula. El 2004, The Wicker Man va ocupar el lloc número 45 a 100 Scariest Movie Moments de Bravo.

### Reconeixements
| Any  | Premi / Festival de cinema                                                 | Categoria                       | Receptor(s)    | Resultat  |
| ---- | -------------------------------------------------------------------------- | ------------------------------- | -------------- | --------- |
| 1974 | 3r Festival Internacional de Cinema Fantàstic i de Ciència-Ficció de París | Licorn d'Or (Millor pel·lícula) | The Wicker Man | Guanyador |

## Cultura popular
La pel·lícula va portar l'home de vímet a la cultura popular moderna. En els últims temps, un home de vímet ha estat cremat en festivals com Burning Man als Estats Units, i l'antic Wickerman Festival a Escòcia.
El 1998, la banda sueca de black metal Marduk va utilitzar una línia d'aquesta pel·lícula en la introducció de la cançó "Slay The Nazarene" de l'àlbum Nightwing.
L'any 2000, la banda britànica de heavy metal Iron Maiden va llançar un senzill anomenat "The Wicker Man" en homenatge a la pel·lícula.
El 2016, la banda britànica Radiohead va llançar el vídeo musical de la cançó "Burn the Witch", feta en animació stop-motion i la història de la qual s'assembla molt a la de The Wicker Man.
El 2001, la banda britànica Pulp va llançar "Wickerman" al seu àlbum We Love Life, que inclou una mostra de la cançó de Willow.
The White, un EP del 2008 de la banda estatunidenca d'extreme metal Agalloch, va incloure tres temes amb mostres de diàlegs de la pel·lícula: "The Isle of Summer", "Summerisle Reprise", i "Sowilo Rune".
A la pel·lícula Shallow Grave, es mostra el personatge d'Ewan McGregor mirant l'escena final, que representa la sensació de perdició que està experimentant el personatge.
Els creadors de la sèrie de televisió The League of Gentlemen sovint fan referència a la pel·lícula en el seu treball, especialment a l'episodi "Mr King" de Inside No. 9 .
Per al Record Store Day 2024, 'Katy J Pearson & Friends' va llançar un EP de 9 cançons The Wicker Man amb versions de cançons de la pel·lícula. L'EP, a Heavenly Recordings, (HVN72412) compta amb col·laboracions amb  Broadside Hacks, Drug Store Romeos, Sarah Meth, Orbury Common, Evie Hilyer-Zietler, Bert Ussher, H.Hawkline a més de convidats especials, així com remixes de Richard Norris i Stone Club.
Un festival anual de Wicker Man se celebra a Fishtoft, Lincolnshire, amb música en directe d'Ian Cutler, que va aparèixer a la pel·lícula original com a intèrpret de violí.